# ケネス・ジーン
ケネス・ジーン（英：Kenneth Jean、中：甄健豪、1952年10月25日 - ）は、中国系アメリカ人の指揮者。

## 略歴
ニューヨークに生まれ、4歳で香港に移住。15歳のときにアメリカに戻り、サンフランシスコ州立大学でヴァイオリンを学んだのち、ジュリアード学院でジャン・モレルに指揮法を師事。20歳でニューヨーク・ユース交響楽団を率いてカーネギー・ホールでデビューし、同時に同楽団の音楽監督に就任している。
その後クリーヴランド管弦楽団のアシスタント、デトロイト交響楽団の常任指揮者を経て、1986年から1992年までフロリダ交響楽団の音楽監督を務めた。在任中の1990年に、アメリカ国内で活動する優れた指揮者に贈られるシーヴァー・ナショナル財団指揮者賞を受賞している（他の受賞者にケント・ナガノやアラン・ギルバートがいる）。また同時期に香港フィルハーモニー管弦楽団の首席客演指揮者（1984年-1993年）やシカゴ交響楽団の准指揮者（1986年-1993年）を兼任した。
フロリダ響退任後は、タルサ・フィルハーモニー管弦楽団の音楽監督（1997年-2000年）、ニューメキシコ交響楽団の芸術顧問（1999年-2001年）を務めた。